# هانو پاترونن
هانو پاترونن (فنلاندی: Hannu Patronen؛ زادهٔ ۲۳ مهٔ ۱۹۸۴) بازیکن فوتبال اهل فنلاند است.
از باشگاه‌هایی که در آن بازی کرده‌است می‌توان به باشگاه فوتبال هلسینگبورگس و باشگاه فوتبال سوگندال اشاره کرد.
وی همچنین در تیم ملی فوتبال فنلاند بازی کرده‌است.